# Spilosoma aurantifemer
Spilosoma aurantifemer är en fjärilsart som beskrevs av Embrik Strand 1919. Spilosoma aurantifemer ingår i släktet Spilosoma och familjen björnspinnare. Inga underarter finns listade i Catalogue of Life.